# Yusuf ibn 'Abd al-Rahman al-Fihri
Iúçufe Abderramão (ou Abederramão, Abderramane e Abederramane) Alfiri (em árabe: يوسف بن عبد الرحمن الفهري; romaniz.: Yusuf ibn 'Abd al-Rahman al-Fihri) foi uale (governador) omíada de Narbona na Septimânia e do Alandalus de 732 a 759, governando independentemente após o colapso do Califado Omíada de Damasco em 750. Em 755, após anos de exílio, herdeiro omíada e futuro Abderramão I (r. 756–788) desembarcou no Alandalus e Iúçufe o enfrentou pelo controle da região, mas terminou derrotado.

## Vida
Iúçufe era filho de Abderramão e descendente de Uqueba ibne Nafi, fundador de Cairuão. Após a Batalha de Poitiers de 732, foi nomeado uale de Narbona, de acordo com a Crônica de Moissac, onde ficou no comando de operações militares. Diz-se que por quatro anos invadiu e saqueou o Baixo Ródano, e em 735 conquistou Arles. Como muitos de seus antecessores, lutou para controlar as brigas entre os berberes (a maior parte de sua base de poder) e os árabes, e também teve que lidar com disputas perenes entre as tribos árabes adenanitas e catanitas que compunham suas forças.
Após a instabilidade da Revolta Berbere (739–743) no Alandalus, foi concluído um acordo entre diferentes facções árabes para que houvesse alternância do cargo de uale. Em 746, foi nomeado uale do Alandalus e após anos de mandato, se recusou a resignar. Concomitantemente, em 750, os omíadas foram derrubados em Damasco. Foi apontado inclusive que realmente governava como rei (maleque), e não governador (uale). Depois de se tornar governante, conduziu um censo, que foi utilizado pelo bispo Hostégesis de Málaga à produção duma lista de contribuintes de impostos e da jizia. O bispo fazia então visitas anuais para garantir que os impostos fossem cobrados corretamente.
Em 755, Iúçufe tentou uma revolta em Saragoça e lançou uma campanha contra os bascos de Pamplona, mas o destacamento enviado foi aniquilado. No mesmo ano, o príncipe omíada Abderramão ibne Moáuia, que havia fugido da Síria em 750 para escapar dos abássidas, desembarcou na costa sul do Alandalus. Com a sua chegada, os andalusinos se dividiram. No geral, as forças iemenitas se aliaram ao omíada, enquanto seus rivais caicitas e modaritas mantiveram-se leais a Iúçufe. Após uma falhada tentativa de acordo, Iúçufe foi derrotada na Batalha de Muçara, fora de Córdova, em março de 756. Ainda conseguiu fugir do campo de batalha para o norte e seguir em direção a Toledo, quiçá primeiro tentando recuperar Sevilha, mas falhou. Pode ter sido morto em sua retirada para Toledo, enquanto outros relatos o localizam naquela fortaleza ainda por dois ou três anos, onde foi morto por alguns de seus próprios homens.